# Estación El Médano
El Médano (también conocido como Apeadero KM 99) era una estación de ferrocarril ubicada en el pequeño paraje de El Médano en el sur del Departamento Capayán, en la provincia de Catamarca, en Argentina.

## Servicios
No presta servicios de pasajeros ni de cargas. Sus vías correspondían al Ramal CC10 del Ferrocarril General Belgrano de Recreo a Chumbicha. El ramal y las estaciones se encuentran abandonadas y en ruinas.